# 카니노
카니노(이탈리아어: Canino)는 이탈리아 라치오주 비테르보도에 위치한 코무네다. 발렌타노로부터 서쪽 15km, 비테르보로부터 북서쪽 44km 거리에 있다.
카니노는 파르네세 가문의 거주지였으며, 1468년에 교황 바오로 3세가 이곳에서 태어났다. 나폴레옹의 형제이자, 카니노의 군주였던 뤼시앵 보나파르트는 도시의 대학 교회에 묻혔었다.